# Antony Hamilton
Pour les articles homonymes, voir Hamilton.
Ne doit pas être confondu avec Anthony Hamilton.
Antony Hamilton est un acteur britannique né le 4 mai 1952 à Liverpool (Royaume-Uni), et mort le 29 mars 1995 à Los Angeles (Californie).

## Biographie
Antony est élevé par des parents adoptifs et passe son enfance à Adélaïde (Australie). Avant la comédie, il a été danseur dans un ballet australien, ainsi que mannequin pour des photos de mode pendant dix ans, posant pour Vogue et Q.K et travaillé pour des créateurs comme Gianni Versace.
On lui a[style à revoir] proposé le rôle laissé vacant par la mort accidentelle de John-Erik Hexum dans la série Espion modèle et il hésita avant de l'accepter, ne voulant pas profiter de la mort d'un collègue.
Il est, un temps, envisagé pour incarner le rôle de James Bond en 1986 dans Tuer n'est pas jouer. Il fit un bout d'essai mais le producteur Cubby Broccoli ne voulut pas d'un James Bond blond. En 2005, pourtant blond, Daniel Craig obtint le rôle. Selon d'autres sources, l'homosexualité de l'acteur étant connue, Broccoli et lui pensaient que cela ne conviendrait pas au rôle de 007.
Antony Hamilton est décédé en 1995 des suites des complications d'une pneumonie due au VIH (Sida),.

## Filmographie

### Télévision
- 1984 : Samson and Delilah (TV) : Samson
- 1985 : Le Miroir aux alouettes (Mirrors) (TV) : Gino
- 1985 : Espion modèle : Jack Striker (Saison 1 de 9 à 22)
- 1986 : Le Voyageur (The Hitchhiker) ("épisode: "Man of her dreams") (série télévisée)  : Jim Buckley
- 1986 : La Cinquième Dimension- segment Nightsong : Simon Locke
- 1987 : Prince Charmant (The Charmings) (épisode : "Modern Romance") (série télévisée) : Dan Sapin
- 1987 : La Loi de Los Angeles ( L.A. Law) (épisode : "The Lung Goodbye") (série télévisée) : Lionel Davenport III
- 1988 : Sonny Spoon (épisode : "Too Good to Be True, Too Good to Get Caught") (série télévisée)
- 1988-1990 : Mission impossible, 20 ans après (Mission: Impossible) : Max Harte  (Saisons 1 à 2) [4]
- 1991 : Enquêtes à Palm Springs  (P.S.I. Luv U) (série télévisée) : Dodger [5]

### Cinéma
- 1979 : Nocturna : Jimmy
- 1986 : Jumpin' Jack Flash : l'homme au  restaurant
- 1988 : Hurlements 4 (Howling IV: The Original Nightmare) (vidéo) : Tom
- 1991 : Fatal Instinct : Bill Hook